# Sybase
Sybase var ett mjukvaruföretag som grundades 1984 i Berkeley, Kalifornien och hade en anläggning i Massachusetts. Företaget blev världens näst  Oracle största databasleverantör när man 1987 inledde samarbete med Microsoft. Sybase köptes 2010 av SAP som slutade använda namnet Sybase 2014.

## Produkter
De mest kända produkterna från Sybase var:
- Databaser
  - 1987: SQL Server (i samarbete med Microsoft och Ashton-Tate)
  - 1996: Adaptive Server Enterprise (ASE)
  - SQL Anywhere (tidigare Watcom SQL)
  - Sybase IQ (kolumnbaserad databas för beslutsstöd)
- Utvecklings- och modelleringsverktyg
  - PowerBuilder
  - PowerDesigner
- Övriga produkter
  - Afaria
  - RFID Anywhere
  - Financial Fusion
  - OneBridge Mobile Groupware
  - Answers Anywhere
  - M-Business Anywhere (AvantGo)

1. ↑  hämtat från: ryskspråkiga Wikipedia.[källa från Wikidata]